# The Paradise (Fernsehserie)
The Paradise (Verweistitel: The Paradise – Haus der Träume) ist eine von der BBC produzierte britische Fernsehserie, die von 2012 bis 2013 in zwei Staffeln zunächst auf BBC One ausgestrahlt wurde. Die Idee und ein Großteil der Drehbücher stammen von Bill Gallagher. Die Serie ist in den Grundlinien eine Adaption von Émile Zolas Roman Das Paradies der Damen, wobei der Handlungsort von Paris ins nördliche England verlegt wurde und die zweite Staffel sich ganz von der Vorlage löst.
Wegen zu schwacher Zuschauerquoten wurde die Serie von der BBC nach zwei Staffeln eingestellt.

## Inhalt
Die junge Denise Lovett zieht in den 1870er Jahren in eine kleine Stadt, um eine Anstellung als Verkäuferin im Textilwarenladen ihres Onkels Edmund anzutreten. Da jedoch genau gegenüber gerade das große Kaufhaus „The Paradise“ seine Pforten geöffnet hat, gehen die Umsätze in Edmund Lovetts Geschäft stetig zurück und er kann sich die Anstellung seiner Nichte nicht mehr leisten. Notgedrungen, aber auch fasziniert von der ausgestellten Pracht beginnt Denise eine Tätigkeit im Kaufhaus, wo sie von der strengen Miss Audrey als Verkäuferin in der Damenkonfektion ausgebildet wird.
Der Eigentümer des Kaufhauses, der verwitwete John Moray, wird bald auf die neue Angestellte aufmerksam. Denise gerät dadurch in Konflikt mit Katherine Glendenning, Tochter von Lord Glendenning, und Clara, einer ebenfalls im „Paradise“ angestellten Verkäuferin, die beide an John Moray interessiert sind. Moray verliebt sich in Denise und sagt die geplante Hochzeit mit Katherine Glendenning ab, wodurch er sich den Zorn ihres Vaters zuzieht.
Zu Beginn der 2. Staffel hat Moray die Eigentumsrechte am „Paradise“ verloren. Sie sind nach dem Tod von Lord Glendenning an seine Tochter Katherine übergegangen, die den ehemaligen Soldaten und künftigen Geschäftsmann Tom Weston geheiratet hat, der nun die Leitung des Kaufhauses übernimmt. Alle Versuche Morays, wieder in den Besitz des Kaufhauses zu gelangen, scheitern. Während er Misserfolge einstecken muss, kann Denise, nun bald Nachfolgerin von Miss Audrey, Weston mit ihren Geschäftsideen überzeugen. Moray tut sich schwer, die neue Rollenkonstellation – eine ebenbürtige Partnerin oder gar eine Konkurrentin anstelle einer Frau, die er behüten möchte – zu akzeptieren.
Am Ende kündigt Denise ihre Anstellung im „Paradise“, um im inzwischen leerstehenden Laden ihres Onkels ein Kosmetikgeschäft zu eröffnen. Dies eröffnet eine Perspektive, autonom erfolgreich zu sein und dennoch Moray zu behalten.

## Hintergrund
Die Serie wurde überwiegend in Lambton Castle gedreht. Es war die bis dato größte in North East England gedrehte Fernsehproduktion der BBC.

## Rezeption
Die erste Staffel wurde von den Kritikern überwiegend positiv aufgenommen.

## DVD-Veröffentlichung
Die erste Staffel erschien in Deutschland am 30. August 2013 als DVD bei Polyband. Die zweite Staffel folgte am 25. Juli 2014. Eine Doppelbox mit beiden Staffeln erschien am 14. August 2015.